# ディノパライソ
ディノパライソはSOBAプロジェクトが運営するオンラインゲーム。2010年12月にサービスを終了している。ブラウザゲームであり、専用ソフトのダウンロードは不要。

## 概要
「ディノアイランド」という島で、十種類近くの種類がある「ディノ」という生物を育てていくというオンラインゲーム。レベルを上げていくと「ディノ」に様々なスキルを覚えさせることができる。「ディノ」は何体でも飼うことができ、それらの「ディノ」一体ずつに一日一度だけ行動命令を出していくタイプのもので、ユーザー自身の存在を感じることは基本的には無い。 
行動の種類には「バトル」、「移動」、「同じ地域にいるディノを見る」の三種があり、スキルを覚えさせたり、所在地によっては可能な行動が増える。「同じ地域にいるディノを見る」以外は一日に一度しか行えない。（ただしあるアイテムを使うと同じ日にもう一度「バトル」や「移動」などの行為を行える）バトルをすることで経験値とお金が手に入る。また、バトルをする敵のディノゲーム内の通貨はG（ゴールド）で、ショップで買い物をしたりする時に使用する。

### ゲームの目的
このゲームには具体的な目的といった物はないが、「ディノアイランド」の各地でトーナメントが行われている。トーナメントでバトルに勝利していくと「メダル」を手に入れることができる。手に入れても役に立たないメダルもあるが、所持していないとある地点から先に進めないという特別な効果を持ったものもある。また、ユーザーの間にはランキングがあり、それで上位を目指すという楽しみもある。

### ユーザー間の交流
ユーザー同士でメッセージをメール感覚で交換することができる。また、「チーム」に入ることによって他のユーザーとコミュニケーションを取ることができる。 

## ディノやエレメントについて

### ディノの購入について
ディノはいつでも買うことができる。ただし、その日に買えるディノのリストがあり、それに載っている15体のディノが買える。日をまたぐだけでなく、リストに載るディノを買ってもそのリストは更新される。 

### ディノのステータス
1から110までレベルを上げることができ、レベルを上げるたびにスキルを1レベル上げることができる。（最大5まで）また、スキルを上げるとそれに対応した「エレメント」も1つ上がる。レベルはバトルをすると手に入る経験値が100まで貯まると上げることができる。スキルによるエレメントと、種族で固有のボーナスエレメントを合わせた数がディノの最終的な強さになる。 

### エレメント
「火」、「地」、「水」、「雷」、「風」の5つがある。エレメントには得意不得意があり、「火」ならば「地」と「水」に強く、「風」と「雷」に弱いといったように最初にしめした順の右2つに強く、左2つに弱い。（ただし隣合っているほうが優劣の差が激しくなる） 

### ディノの種類
| 種族名       | 値段   | ボーナス値          | 説明 |
| ------------ | ------ | ------------------- | --- |
| ムーフ       | 8000G  | 火+2                | ムーフは、おとなしく従順な性質ですが、ちょっと間が抜けています。飼う手間のかからないやさしい種族です。 |
| ゴリガス     | 8000G  | 地+2                | ゴリガスはジャングルに棲むディノで、体格がよく喧嘩っ早いタイプです。ゴリガスは一般的に頑丈で力が強いようです。 |
| カンプ       | 8000G  | 水+2                | カンプはもともと海に棲むディノですが陸上生活もできます。ただし乾燥には弱く、しばしば水分補給が必要です。つかみ所のない表情は何を考えているのかわかりませんが、バトルは好きなようです。                                                           |
| シレーン     | 8000G  | 水＋2               | シレーンは数千年前に、捕食者から逃れるために森を捨て、海の底へと向かいました。それからさらに進化を遂げ、ふたたび陸に戻ってきた種族がいます。 |
| ワンワン     | 9000G  | 雷＋2               | ワンワンは忠実で最高のペットです。大変穏やかでかわいらしい姿をしていますが、主人がピンチになると驚くべき凶暴さを発揮して戦うことができます。十分な世話をしてあげましょう。                                                                       |
| ピコリ       | 8000G  | 風＋2               | 特に素早く機敏なディノです！ディノアイランドの森で、特に春によく見かけます。 |
| ウィンクス   | 8000G  | 水＋1、雷+1         | ウィンクスは分厚い甲羅に覆われ、待ち伏せが得意です。注意深く常に周囲に気を配っています！ |
| カスティバル | 8000G  | 地+1、風＋1         | カスティバルは、柔らかく豊かな毛皮を持ちます。素早く機敏で、主人に忠実です。 |
| カルゴン     | 8000G  | 地＋1、水+1         | カルゴンは日光よりも雨を好みます。あまり素早くありませんが、様々な状況を切り抜ける力があります。 |
| ピグムー     | 8000G  | 火＋1、地+1         | ピグムーは山に棲むディノで、変わりやすい気質です。運悪くちょっとでもシッポを踏んでしまうと、まるで天国にいるような幸せな表情をしていたとしても、一瞬で激しい怒りの表情に変わります。彼らの怒りを買いたくなければ、不用意に近づいてはいけません。 |
| プテラン     | 11000G | 風＋4               | プテランはディノ山固有のディノで、トーテムの貢物を探すのが得意です。それに雷エレメントのディノにとっては天敵になることでしょう。 |
| カブキ       | 17000G | 火＋5、風＋5        | カブキは東の果ての島から渡ってきました（本当は火武鬼と書くのだそうです）。彼らが何故ディノアイランドに渡ってきたかは謎です。本来は夜行性で、敏捷で高い戦闘能力を持ちます。                                                                       |
| ピポクランプ | 17000G | 全てに＋2           | ヒポクランプは希少でか弱い動物です。絶滅の危機にあり、WWFから保護されています。しかし、彼らはスープの材料として珍重されるため密漁が後を絶ちません。                                                                                              |
| ランディ     | 23000G | 地＋5、水＋4、雷＋3 | ランディーは大変珍しい種類のディノで、滅多に目にすることはできません。その生態はほとんど不明です。 |
| ロッキー     | 11000G | ボーナスなし        | ロッキーは抜け目なく屈強なディノです。通せんぼの特殊能力を持っています。生まれつきもつリズム感によって、彼ら独特のロックンロールで他のディノ達を惹き付けることができるのです！                                                                   |

- 購入したディノには初期スキルにレベル3、レベル2、レベル1が各1つずつついている。
- ロッキーにエレメントボーナスはないがロッキーしか覚えることのできない「通せんぼ」のスキルをさらに1つ覚えている。
- プテランは最初から「探索」のスキルを所持。

## スキル

### 基本事項
- スキルは全部で四段階に分かれている。スキルを覚えるには、前段階のスキルの中で決められたスキルのレベルを4以上にする必要がある。
- スキルのレベルを上げるごとに対応したエレメントを1つ上げることができる。
- 「効果」の中に記述されている「レベル分」とはディノのレベルではなく、スキルのレベルである。（最大5レベル）

### スキル表

#### 第一段階
| スキル名 | エレメント | 効果                                                     | 習得条件                   | 出現能力                           |
| -------- | ---------- | -------------------------------------------------------- | -------------------------- | ---------------------------------- |
| 腕力     | 火         | 戦闘時にレベル分の追加ダメージを与える                   | なし                       | 格闘技、隠密、泥棒術、探索         |
| 耐久力   | 地         | 戦闘時にレベル分ダメージを減らす                         | なし                       | クライミング、水泳術、探索         |
| 感知     | 水         | バトル相手選択時、選択できるディノが＋Lv匹される         | なし                       | 医術、隠密、探索                   |
| 知力     | 雷         | 戦闘により得られる経験値が＋Lv%される（攻撃時）          | なし                       | 水泳術、医術、探索                 |
| 機敏さ   | 風         | レベル×10%の確率で戦闘を仕掛けられた際回避できる         | なし                       | 格闘技、クライミング、泥棒術、探索 |
| 通せんぼ | 地         | 使用したディノの危険度を上げ、他のディノの危険度を下げる | なし（ロッキーのみ取得可） | なし                               |

#### 第二段階
| スキル名     | エレメント | 効果                                                       | 習得条件                         | 出現能力                     |
| ------------ | ---------- | ---------------------------------------------------------- | -------------------------------- | ---------------------------- |
| 格闘技       | 火         | 攻撃された際、敵にレベル分ダメージを与える                 | 腕力、機敏さ                     | サバイバル術、戦略           |
| クライミング | 地         | マップの決められた場所で山が登れるようになる               | 耐久力、機敏さ                   | サバイバル術、逃走術、セリフ |
| 水泳術       | 水         | ディノビーチから泳いでジャズ島に行ける                     | 耐久力、知力                     | 逃走術、航海術、セリフ       |
| 医術         | 雷         | 戦闘後、レベル分体力を回復する（適用されない場合もある）   | 感知、知力                       | 航海術、セリフ、交渉術       |
| 泥棒術       | 雷         | 攻撃をしかけたときに、敵からコレクションを奪えることがある | 腕力、機敏さ                     | なし                         |
| 隠密         | 風         | 一日につきレベル分危険度を下げる                           | 腕力、感知                       | 戦略、セリフ、交渉術         |
| 探索         | 地         | コマンドで「探索」が行えるようになる                       | 腕力、耐久力、感知、知力、機敏さ | なし                         |

#### 第三段階
| スキル名     | エレメント | 効果 | 習得条件                                       | 出現能力             |
| ------------ | ---------- | --- | ---------------------------------------------- | -------------------- |
| サバイバル術 | 火         | 不明 | 格闘技、クライミング                           | 料理、セリフ、幸運度 |
| 逃走術       | 地         | 不明 | クライミング、水泳術                           | 反撃、ジャンプ       |
| 航海術       | 水         | 『プラム港』から『哀れみの島』へ移動するのに必要。航海術のレベルが3以上だと船に乗せてもらえるようになる。 | 水泳術、医術                                   | ジャンプ、音楽       |
| セリフ       | 水         | 移動のコマンドが無くなる代わりに、バトル開始時&終了後にあらわれるセリフを変更することが出来る。           | クライミング、水泳術、医術、隠密、サバイバル術 | なし                 |
| 交渉術       | 雷         | 雑貨屋にて（100－交渉術Lv）%の金額でアイテムを購入できる。適用されるのは最大10%まで。                     | 隠密、医術                                     | 料理、音楽           |
| 戦略         | 風         | 同レベルのエレメントを所有している場合、戦闘時有利な組み合わせになる確率が上がる。                        | 格闘技、隠密                                   | 反撃、幸運度         |